# М
М, м – litera cyrylicy używana w języku białoruskim, w języku rosyjskim, w języku ukraińskim i języku serbskim. Wymawiana jest jak polskie „m”.

## Kodowanie
| Znak                   | М                          | М                          | м                        | м                        |
| ---------------------- | -------------------------- | -------------------------- | ------------------------ | ------------------------ |
| Nazwa w Unikodzie      | Cyrillic Capital Letter Em | Cyrillic Capital Letter Em | Cyrillic Small Letter Em | Cyrillic Small Letter Em |
| Kodowanie              | dziesiątkowo               | szesnastkowo               | dziesiątkowo             | szesnastkowo             |
| Unicode                | 1052                       | U+041C                     | 1084                     | U+043C                   |
| UTF-8                  | 208 156                    | d0 9c                      | 208 188                  | d0 bc                    |
| Odwołania znakowe SGML | &#1052;                    | &#x041C;                   | &#1084;                  | &#x043C;                 |
| Macintosh Cyrillic     | 140                        | 8C                         | 236                      | EC                       |
| ISO 8859-5             | 188                        | BC                         | 220                      | DC                       |
| Windows-1251           | 204                        | CC                         | 236                      | EC                       |
| Code page 866          | 140                        | 8C                         | 172                      | AC                       |
| Code page 855          | 211                        | D3                         | 210                      | D2                       |
| KOI8-R i KOI8-U        | 237                        | ED                         | 205                      | CD                       |